# Сату-Маре (повіт)
Сату-Маре (Satu Mare) — жудець на північному заході Румунії, в історичній Сатмарщині, яку часом відносять іноді до Кришани, часом до Мармарощини, південніше українського Закарпаття. Площа 4,4 тис. км². Населення 367,3 тис. осіб (2002).

## Географія
Розташований на Тисо-Дунайській рівнині і частково на схилах Східних Карпат і Західних Румунських гір.

## Міста
- Сату-Маре
- Карей
- Неґрешті-Оаш
- Ташнад
- Ардуд

## Українська громада
Ще у 19 сторіччі в повіті Сату Маре жили українці греко-католики. Ще в 1930-их pp. тут було 10 греко-католицьких парохій з церковно-слов'янською богослужбовою мовою (тепер зрумунізовані або зугорщені).

## Господарство
Частка повіту в загально-румунському промисловому виробництві становить близько 1,2 %. Розвинені машинобудування (35 % вартості промислової продукції повіту), харчова (16,9 %), текстильна (13,7 %), швейна (13,2 %), деревообробна (13,2 %), шкіряно-взуттєва промисловість, виробництво будматеріалів.
Переважна частка промислових потужностей розміщена у місті Сату-Маре.
Сільське господарство спеціалізується на обробітку пшениці, кукурудзи, цукрового буряка, льону, конопель, картоплі, овочів. Садівництво. Розведення великої рогатої худоби.